# Lagoa d'Anta
Lagoa d'Anta este un oraș în Rio Grande do Norte (RN), Brazilia.